# Echigo (provincie)
Echigo (越後国, Echigo no kuni) is een voormalige provincie van Japan, gelegen in de huidige prefectuur Niigata. Echigo lag naast de provincies Mutsu (later Uzen en Iwashiro), Kozuke, Shinano en Etchu.

Kaart met de voormalige Japanse provincies (1868) met Echigo in het rood

Echigo maakte tijdens de Sengoku-periode deel uit van het domein van Uesugi Kenshin en zijn erfgenamen; later kwam het in het bezit van de Matsudaira, familieleden van Tokugawa Ieyasu.

## Districten
- Dewa District (出羽郡, werd later een aparte provincie)
- Iwafune District (岩船郡)
- Kanbara District (蒲原郡)
- Kariwa District (刈羽郡)
- Koshi District (古志郡)
- Kubiki District (頸城郡)
- Nutari District (沼垂郡)
- Santo District (三島郡)
- Uonuma District (魚沼郡)

Aki · Awa (Kanto) · Awa (Shikoku) · Awaji · Bingo · Bitchu · Bizen · Bungo · Buzen · Chikugo · Chikuzen · Chishima · Dewa · Echigo · Echizen · Etchu · Fusa · Harima · Hi · Hida · Hidaka · Higo · Hitachi · Hizen · Hoki · Hyuga · Iburi · Iga · Iki · Inaba · Ise · Ishikari · Iwaki (718) · Iwaki (1868) · Iwami · Iwase · Iwashiro · Iyo · Izu · Izumi · Izumo · Kaga · Kai · Kawachi · Kazusa · Keno · Kibi · Kii · Kitami · Koshi · Kozuke · Kushiro · Mikawa · Mimasaka · Mino · Musashi · Mutsu · Nagato · Nemuro · Noto · Oki · Omi · Oshima · Osumi · Owari · Rikuchu · Rikuzen · Riukiu · Sado · Sagami · Sanuki · Satsuma · Settsu · Shima · Shimōsa · Shimotsuke · Shinano · Shiribeshi · Suo · Suruga · Suwa · Tajima · Tamba · Tane · Tango · Teshio · Tokachi · Tosa · Totomi · Toyo · Tsukushi · Tsushima · Ugo · Uzen · Wakasa · Yamashiro · Yamato · Yoshino